# أبوسوم فأر كثيف الحاجب
أبوسوم فأر كثيف الحاجب (الاسم العلمي:Marmosa andersoni)، هو نوع من الأبوسوم يتواجد في جنوب بيرو.